# شريان لساني
ينشأ شريان لساني (بالإنجليزية: Lingual artery)‏ من الشريان السباتي الظاهر بين الشريان الدرقي العلوي والشريان الوجهي. يمكن تحديد موضعه عند فحص اللسان بسهولة.

## الهيكل
يتفرع الشريان اللساني أولًا من الشريان السباتي الظاهر، ثم يتجه بمنحى مائل للأعلى والإنسي نحو القرن الكبير للعظم اللامي.
ينحني بعد ذلك للأسفل والأمام، ويشكل عروة يمر ضمنها العصب تحت اللسان، ثم يمر أسفل العضلة ذات البطنين والعضلة الإبرية اللامية، حيث يتجه بمنحى أفقي للأمام تحت العضلة اللامية اللسانية، ليصل الحيز تحت اللساني. أخيرًا، يصعد بشكل عمودي تقريبًا نحو اللسان، ويتجه للأمام على سطحه السفلي إلى أن يصل قمته، ويصبح اسمه عندها بالشريان اللساني العميق.

## الفروع
يعطي الشريان اللساني أربعة فروع رئيسية: الشريان اللساني العميق والشريان تحت اللسان والفرع فوق اللامي والفرع اللساني الظهري.

### الشريان اللساني العميق
يشكل الشريان اللساني العميق (أو شريان رانين) الجزء النهائي من الشريان اللساني بعد تفرع الشريان تحت اللسان. كما هو موضح في الصورة، يسير الشريان في الناحية العلوية بشكل ملتوي على طول السطح السفلي (البطني) من اللسان، تحت العضلة الطولانية السفلية للسان وفوق الغشاء المخاطي.
يتوضع هذا الشريان، مصحوبًا بالعصب اللساني، على الجانب الوحشي من العضلة الذقنية اللسانية، وهي العضلة الكبيرة الخارجية الرئيسية للسان. ومع ذلك، كما هو موضح في الصورة، يمر الشريان اللساني العميق تحت العضلة اللامية اللسانية (العضلة المقطوعة في أسفل الصورة)، بينما يمر العصب اللساني (غير مرسوم في الصورة) فوقها (للمقارنة، يمر العصب تحت اللسان، موجود في الصورة، فوق تلك العضلة). يُقال إنه يتفاغر، عند طرف اللسان، مع شريان الجانب الآخر، ولكن هيرتل نفى هذا الادعاء؛ إذ يتوضع هذان الوعاءان، في الفم، على جانبي لجام اللسان كل على حدة.

### الشريان تحت اللسان
ينشأ الشريان تحت اللسان عند الحافة الأمامية للعضلة اللامية اللسانية، ويمتد للأمام بين العضلة الذقنية اللسانية والعضلة الضرسية اللامية إلى الغدة تحت اللسان.
يغذي الشريان تحت اللسان الغدة تحت اللسان، ويعطي فروعًا تغذي العضلة الضرسية اللامية والعضلات المجاورة، وفروعًا أخرى تغذي الغشاء المخاطي للفم واللثة.
يسير أحد الفروع خلف النواتئ السنخية للفك السفلي ضمن اللثة، ليتفاغر مع شريان الجانب الآخر المماثل. يثقب فرع آخر العضلة الضرسية اللامية، ويتفاغر مع الفرع تحت الذقني للشريان الوجهي.

### الفروع الأخرى
1. يسير الفرع فوق اللامي للشريان اللساني بمحاذاة الحافة العلوية للعظم اللامي، ويزود العضلات المرتبطة به بالدم المؤكسج، ثم يتفاغر (يقترن) مع شريان الجانب الآخر المماثل.
2. تنشأ الفروع الظهرية اللسانية للشريان اللساني تحت العضلة اللامية اللسانية، وتتكون عادةً من فرعين أو ثلاثة فروع صغيرة. تصعد الفروع بشكل إنسي إلى الجزء الخلفي من ظهر اللسان، لتغذية الأغشية المخاطية والقوس الحنكية اللسانية واللوزتين والحنك الرخو ولسان المزمار، ثم تقترن مع أوعية الجانب الآخر.[6]

## الوظيفة
يغذي الشريان اللساني اللسان واللوزتين الحنكيتين.